# Karl Martin Sukopp
Karl Martin Sukopp (geboren am 4. November 1928 in Mannersdorf am Leithagebirge) ist ein österreichischer Bildhauer.

## Leben
Sukopp begann 1943 nach der Pflichtschule eine Lehre als technischer Zeichner bei den Heinkel Werken in Wien, wurde 1944 als Luftwaffenhelfer einberufen, geriet in Russland in Gefangenschaft und kehrte 1945 heim.
Nach dem Krieg besuchte er von 1946 bis 1950 die Grafische Lehr- und Versuchsanstalt in Wien und studierte anschließend bis 1959 Bildhauerei an der Akademie für Angewandte Kunst bei Hans Knesl.
Sukopp wohnt und arbeitet in Schwechat. Mit seiner Frau Margaretha hat er vier Söhne und zwei Töchter.

## Werk
In seiner Frühzeit arbeitete Sukopp abstrakt. Im Laufe seines Schaffens ging er zum Gegenständlichen im symbolisch-archaischen Sinn über. Seine vielfältigen Ausdrucksmöglichkeiten zeigen sich in der Verwendung fast aller denkbaren Materialien, wie Stein, Holz, Beton, Stahl oder Bronze. Er schuf Sgraffitos, Mosaike und Keramik-Wandreliefs. Er restaurierte Skulpturen und Denkmäler.
Der Künstler hat für die Stadt Schwechat viele Werke geschaffen, unter anderen das Mahnmal am Waldfriedhof, den Springbrunnen am Hauptplatz und das Relief an der Körnerhalle.
Die 1960 erbaute Körnerhalle wurde Anfang 2016 abgerissen und wird durch eine Wohnhausanlage ersetzt. Die Reliefs wurden demontiert und sollen im Hof der zu errichtenden Wohnhausanlage erhalten bleiben.

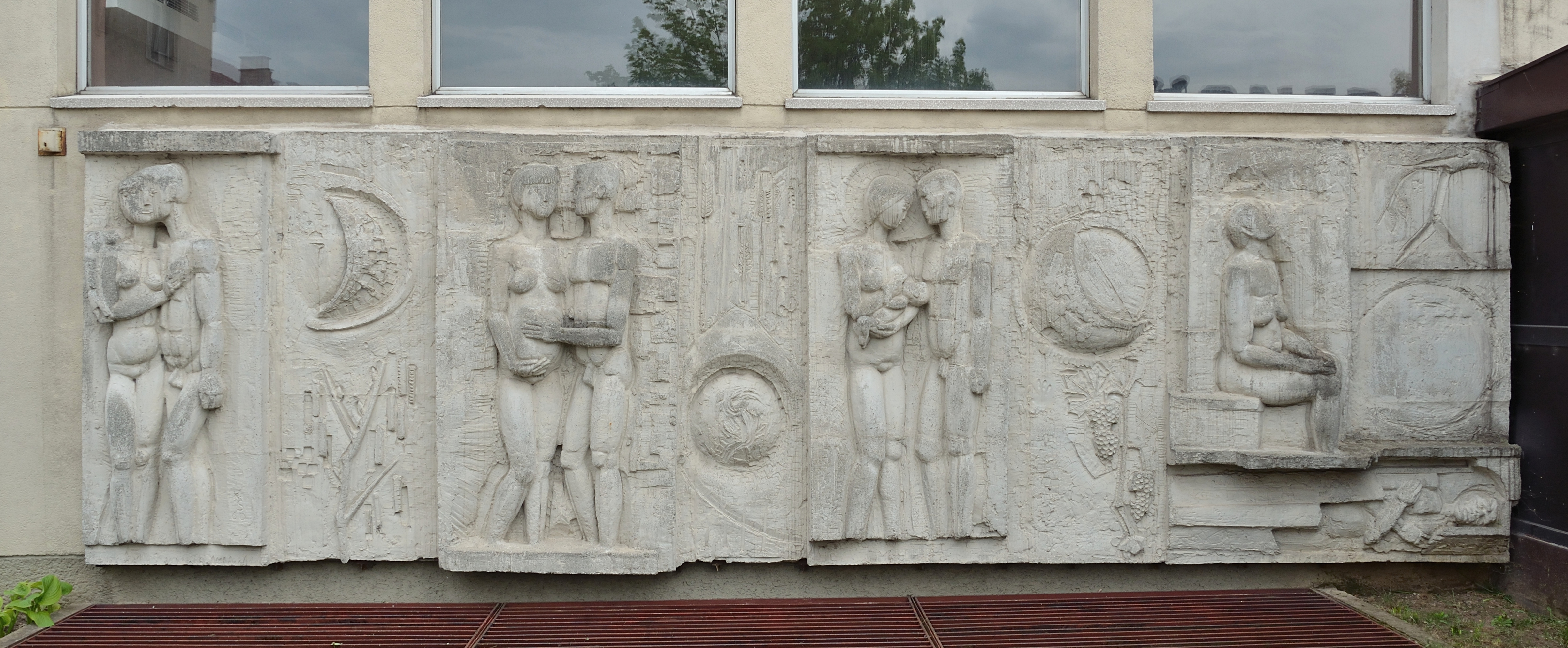
Relief an der Körnerhalle (links)
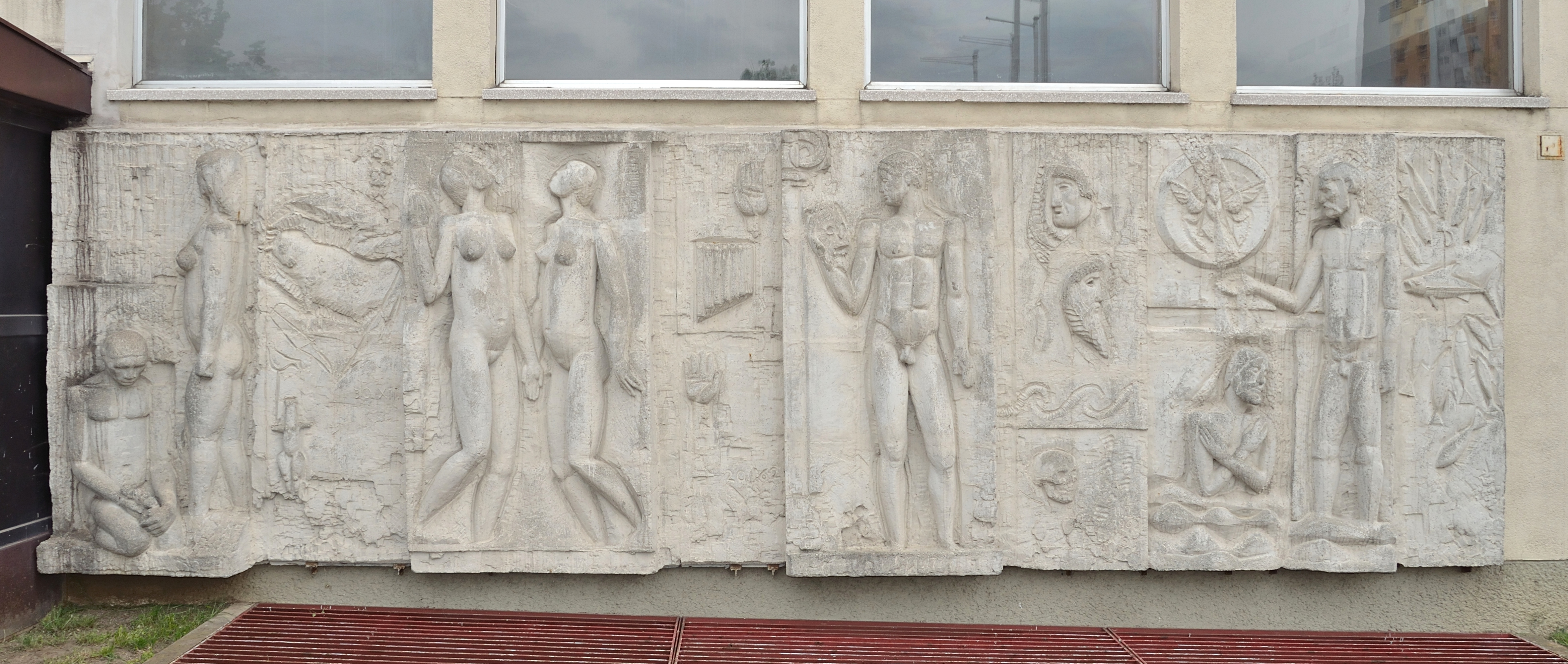
Relief an der Körnerhalle (rechts)
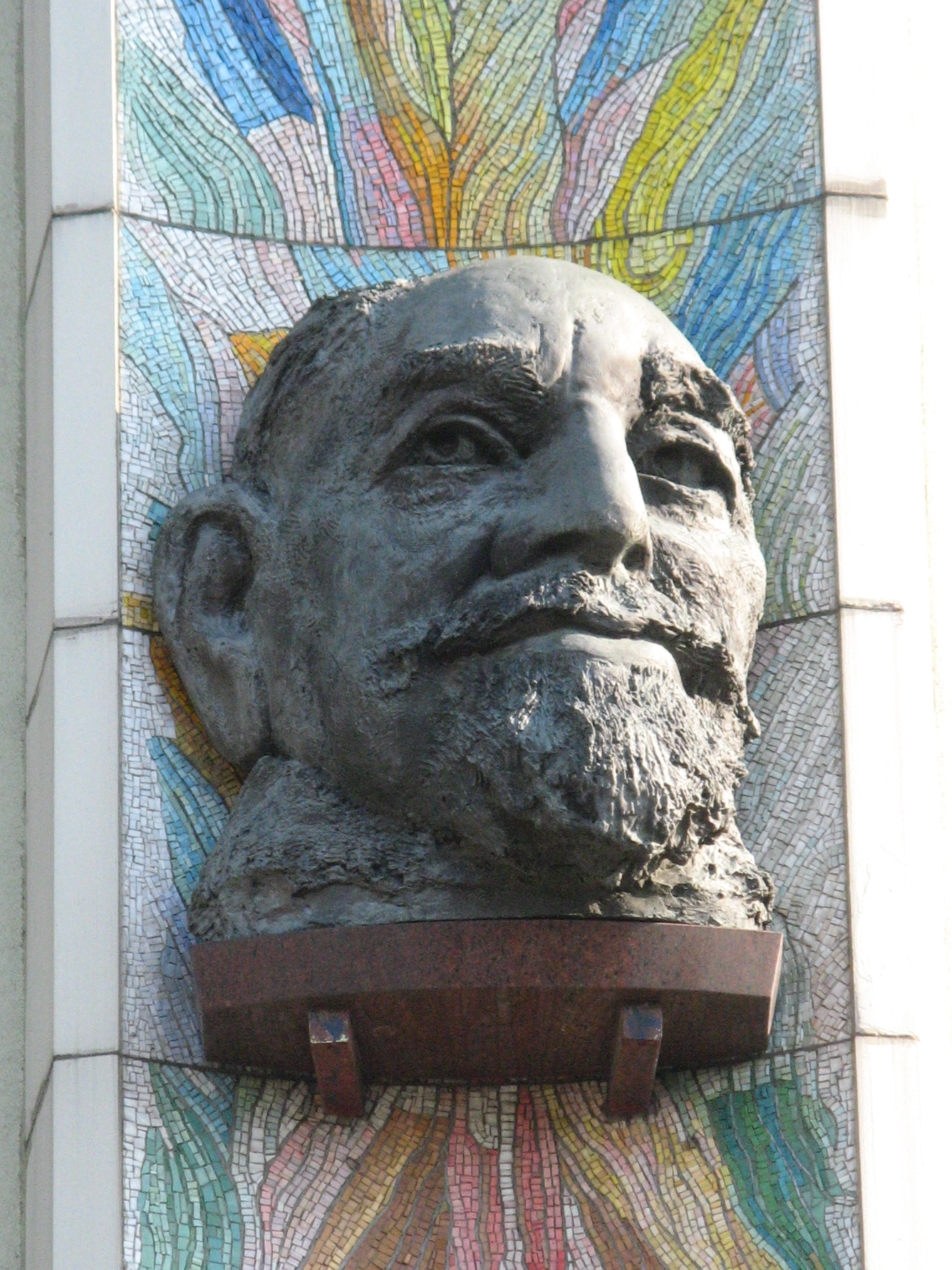
Büste Karl Renners in der Brauhausstraße[3] in Schwechat, an der Stelle des ehemaligen Braufestsaals Zur Kohlstaude
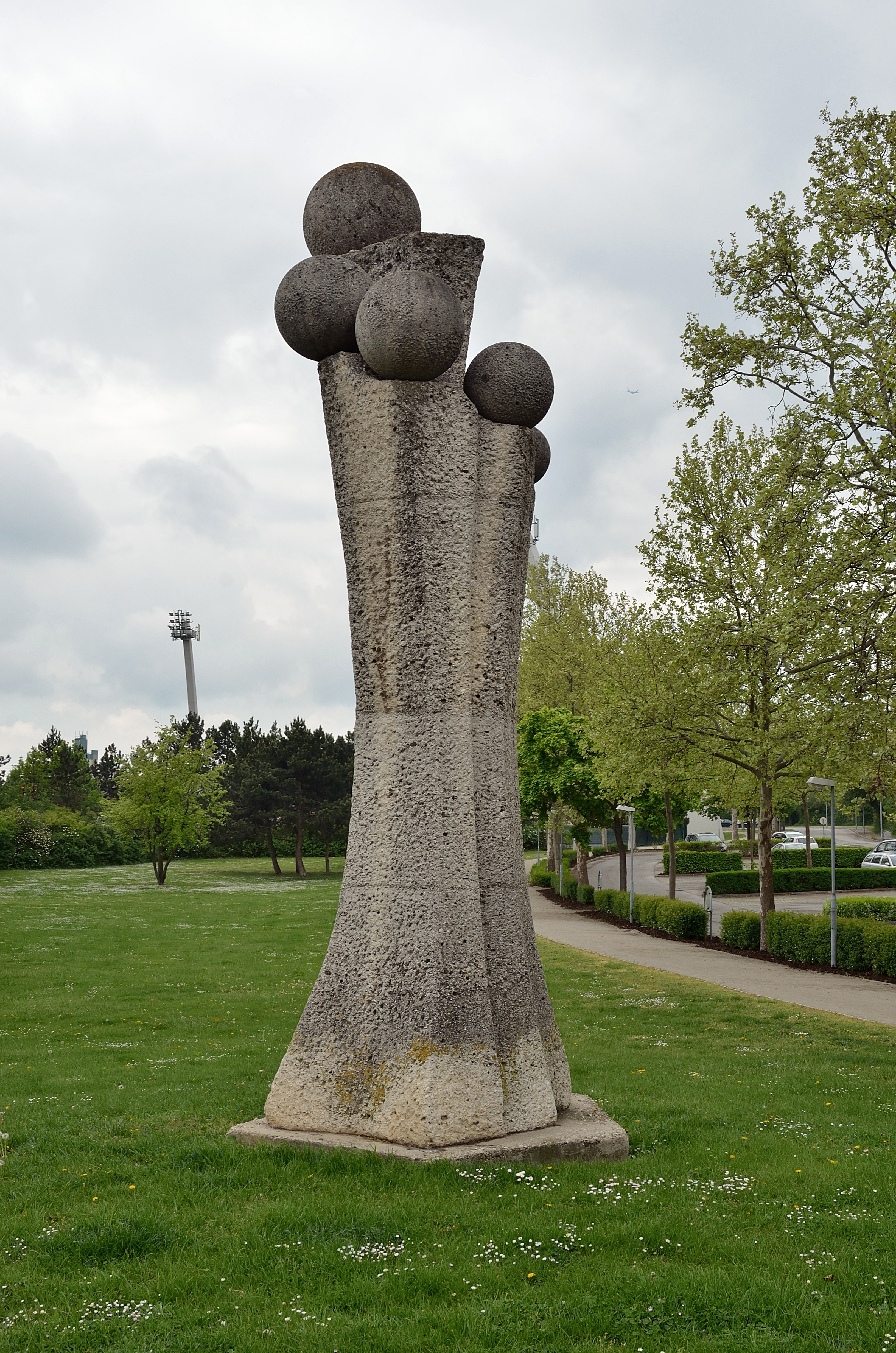
5 Sinne in Rannersdorf (1980)
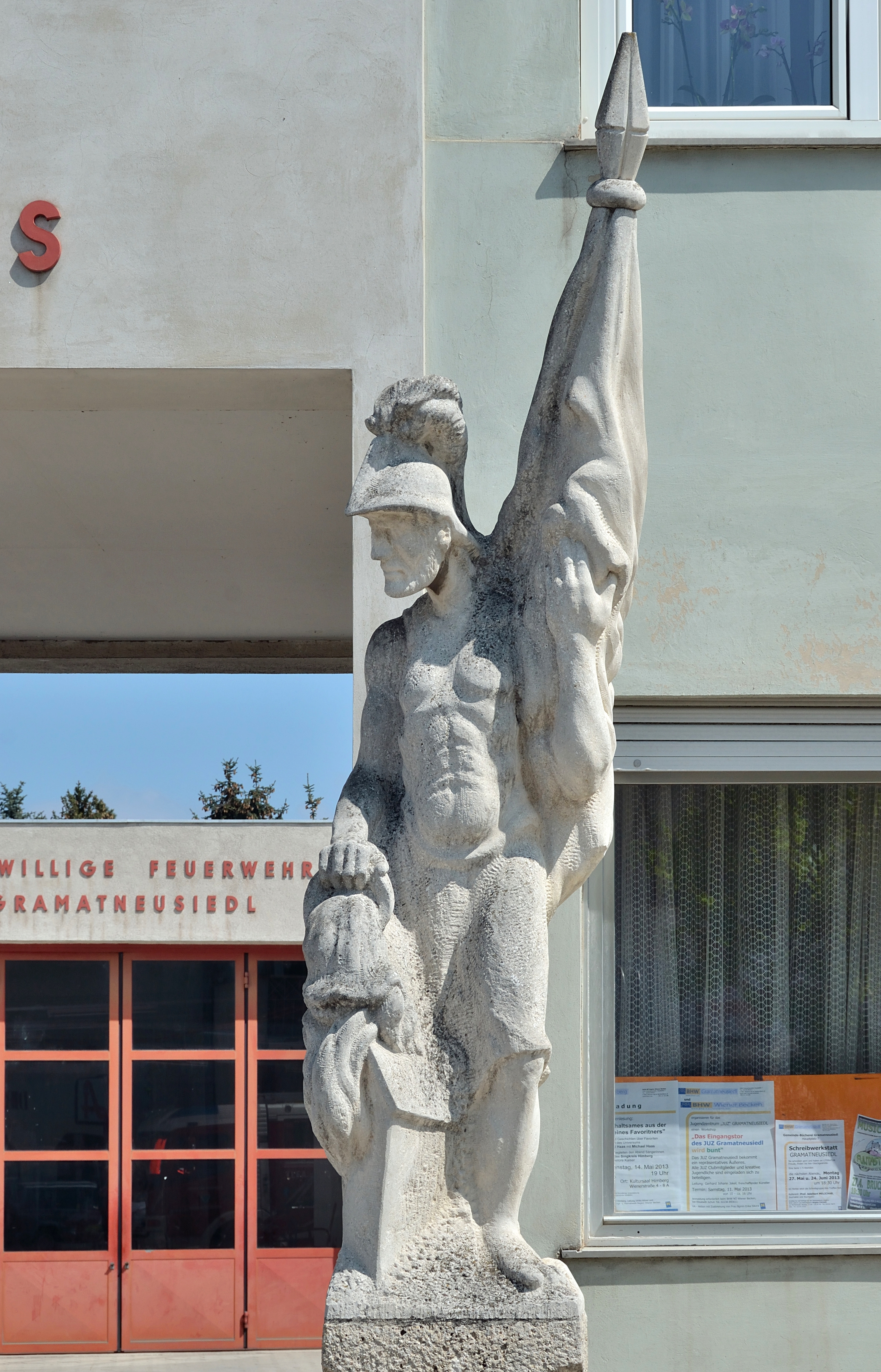
Statue des hl. Florians vor der Freiwilligen Feuerwehr in Gramatneusiedl (1986)
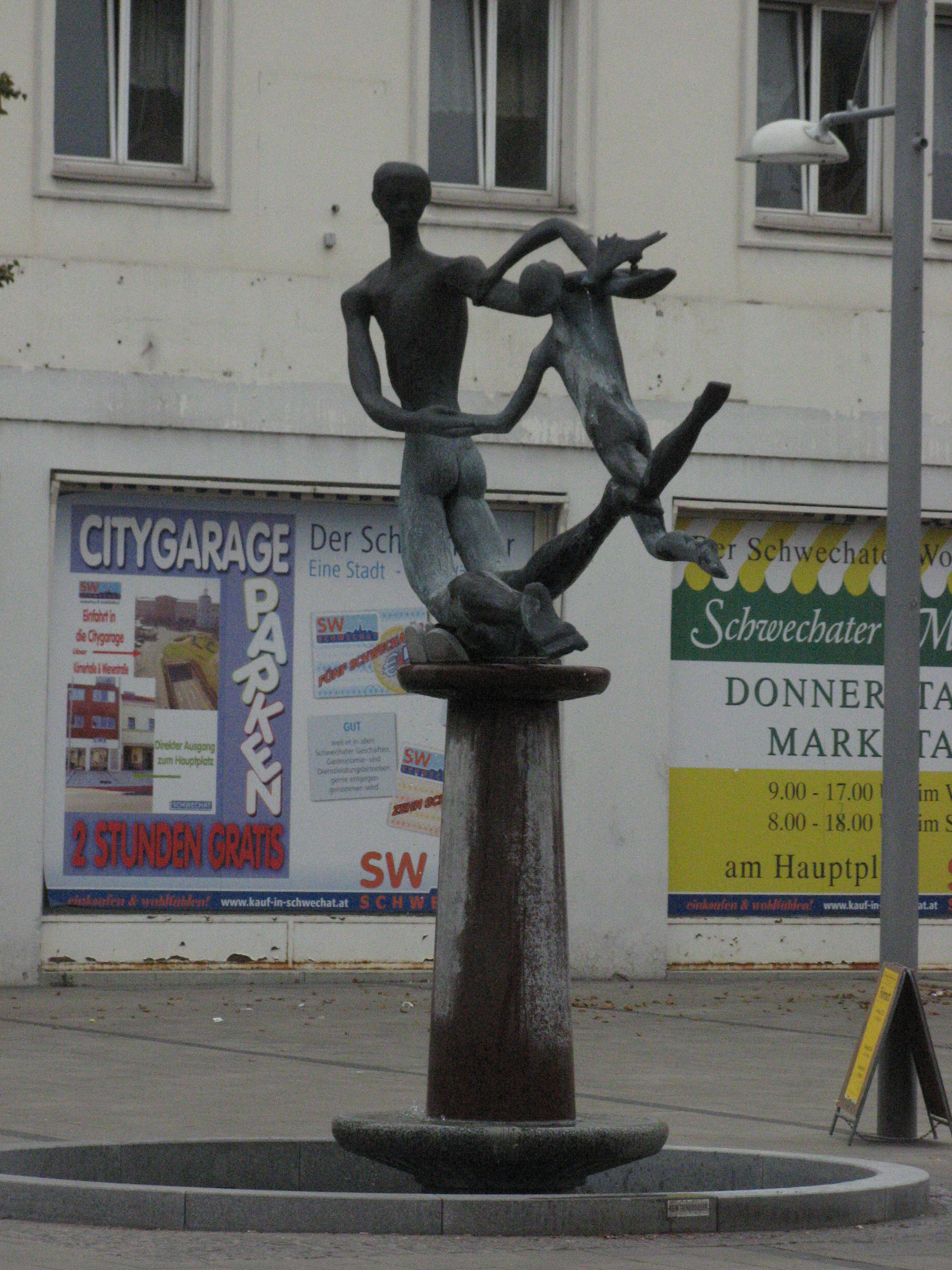
Brunnen am Schwechater Hauptplatz
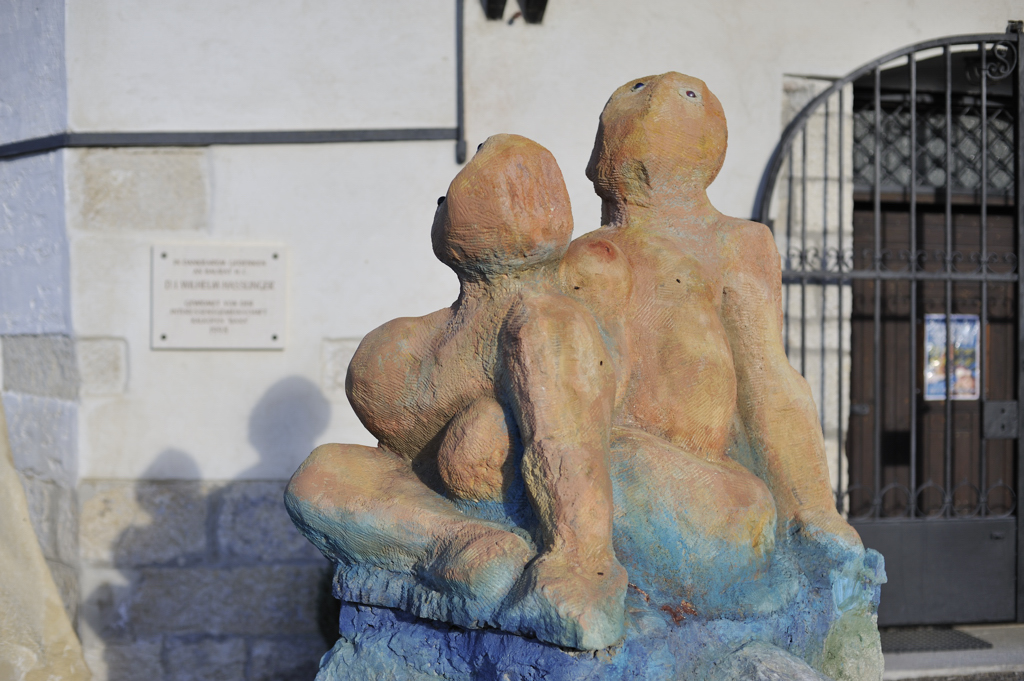
Wolkenliebespaar beim Kalkofen Baxa in Mannersdorf

2004 schuf Sukopp einen großen Grafikzyklus zu Franz Slaviks Erzählung Nur einen Sommer….

## Auszeichnungen
Karl Martin Sukopp ist Träger nationaler und internationaler Auszeichnungen. Darunter
- Medaille der Stadt Warschau anlässlich der Warschauer Metallausstellung 1968
- Förderungspreis des Salzburger Kunstvereins im Jahre 1973
- BAWAG-Preis für Großplastik anlässlich der Wiener Festwochen 1983
- Ehrenzeichen in Gold der Stadtgemeinde Schwechat 1988
- Ehrenring der Stadtgemeinde Schwechat 1998
- Goldene Ehrennadel der Stadtgemeinde Mannersdorf/Leithageb. 2009
- Goldene Ehrenzeichen für Verdienste um die Republik Österreich 2013[5]

## Mitgliedschaften
Sukopp ist Präsident des Neuen Hagenbundes, dessen Mitglied er seit 1957 ist. Er ist Mitglied im Mödlinger und im Salzburger Künstlerbund.

## Trivia
Für Sukopp wurden 2012 die Richtlinien für Verleihung von sichtbaren Auszeichnungen der Gemeinde Schwechat um den Punkt Award "für eine/n gute/n Freund/in der Stadt Schwechat" (Skulpturen von Mag. Karl Martin Sukopp) ergänzt.